# Національний парк Лангтанг
Національний парк Лангтанг — національний парк у північно-центральній частині Непалу. Він був заснований у 1976 році як перший Гімалайський національний парк Непалу та четверта охоронна територія країни. Він займає площу 1,710 км² у центральній частині Гімалаїв. Парк включає 26 сільських громад і долину Лангтанг. На півночі та сході він пов'язаний з національним природним заповідником Комолангма в Тибетському автономному районі. 

Озеро Госаінкунда розташоване на висоті 4,300 м над рівнем моря в центрі парку. Найвищою точкою в парку є вершина Langtang Lirung.

## Флора і фауна
Національний парк Лангтанг демонструє високу різноманітність рослинності, яка зростає у 18 типах екосистем, починаючи від верхніх тропічних лісів нижче 1000 м до альпійський луків та багаторічного льоду.
Національний парк є домом для 250 видів птахів та 46 видів ссавців. Зокрема у парку зустрічаються: кабарга, червона панда, сніговий барс, гімалайський тар, горал, серал, гімалайський чорний ведмідь та ассамська макака.